# Whenever You Need Somebody
Whenever You Need Somebody là album phòng thu đầu tay của ca sĩ người Anh Rick Astley, phát hành ngày 16 tháng 11 năm 1987 bởi RCA Records. Năm 1985, Astley thu hút sự chú ý của nhà sản xuất Pete Waterman thuộc đội sản xuất Stock Aitken Waterman khi đang làm giọng ca chính cho ban nhạc soul FBI, trước khi ông đồng ý làm việc tại phòng thu Pete Waterman Limited và ký hợp đồng với RCA Records để phân phối những bản thu âm. Sau hai năm học hỏi kinh nghiệm từ Stock Aitken Waterman và tham gia góp giọng trong một số dự án song ca với những nghệ sĩ khác như "When You Gonna" với Lisa Fabien và "Learning to Live (Without Your Love)" với O'Chi Brown, Astley nhận được bản nhạc hát đơn đầu tiên "Never Gonna Give You Up", được thu âm vào ngày đầu năm mới 1987. Whenever You Need Somebody là một bản thu âm pop và dance-pop, trong đó nam ca sĩ tham gia đồng sáng tác trong bốn bài hát và hợp tác chặt chẽ với Stock Aitken Waterman, những người đóng vai trò điều hành sản xuất cho đĩa nhạc.
Album còn có sự tham gia đồng sản xuất từ Phil Harding, Ian Curnow và Daize Washbourn, đồng thời Astley cũng thể hiện lại đĩa đơn năm 1952 "When I Fall in Love" của Jeri Southern và đĩa đơn năm 1985 "Whenever You Need Somebody" của O'Chi Brown. Nội dung ca từ của đĩa nhạc đề cập đến chủ đề tình yêu và những khía cạnh trong một mối quan hệ tình cảm. Sau khi phát hành, Whenever You Need Somebody đa phần nhận được những phản ứng tích cực từ các nhà phê bình âm nhạc, trong đó họ giành nhiều lời khen cho giai điệu hấp dẫn và khâu sản xuất của tác phẩm. Album cũng gặt hái những thành công lớn về mặt thương mại khi thống trị các bảng xếp hạng tại Úc, Đức, Tây Ban Nha và Vương quốc Anh, cũng như lọt vào top 10 ở tất cả những quốc gia còn lại, bao gồm vươn đến top 5 ở nhiều thị trướng lớn như Canada, Hà Lan, Pháp, Ý, New Zealand, Thụy Điển và Thụy Sĩ. Đĩa nhạc đạt vị trí thứ mười trên bảng xếp hạng Billboard 200, đánh dấu album duy nhất trong sự nghiệp của nam ca sĩ vươn đến top 10 tại Hoa Kỳ.
Năm đĩa đơn đã được phát hành từ Whenever You Need Somebody. "Never Gonna Give You Up" được chọn làm đĩa đơn mở đường và trở thành bài hát trứ danh của Astley, đứng đầu các bảng xếp hạng tại hơn 25 quốc gia trên toàn cầu và nắm giữ ngôi vị số một trên bảng xếp hạng Billboard Hot 100 tại Hoa Kỳ. Ngoài ra, bài hát còn chiến thắng giải Brit cho Đĩa đơn Anh quốc xuất sắc nhất và là chủ đề của meme Internet mang tên "Rickrolling" liên quan đến những liên kết chuyển hướng đến video của bài hát. Tất cả những đĩa đơn còn lại như "Whenever You Need Somebody", "When I Fall in Love", "Together Forever" và "It Would Take a Strong Strong Man" tiếp tục gặt hái những thành tích tương tự khi xuất hiện trong top 10 tại nhiều quốc gia. Thành công của đĩa nhạc giúp Astley nhận được đề cử giải Grammy cho Nghệ sĩ mới xuất sắc nhất tại lễ trao giải thường niên lần thứ 31. Whenever You Need Somebody đã bán được hơn 15 triệu bản trên toàn thế giới, trở thành album bán chạy nhất trong sự nghiệp của nam ca sĩ.

## Danh sách bài hát
Tất cả các bản nhạc đều được sáng tác và sản xuất bởi Mike Stock, Matt Aitken và Pete Waterman, ngoại trừ một số ghi chú.
| Whenever You Need Somebody – Phiên bản tiêu chuẩn | Whenever You Need Somebody – Phiên bản tiêu chuẩn | Whenever You Need Somebody – Phiên bản tiêu chuẩn | Whenever You Need Somebody – Phiên bản tiêu chuẩn | Whenever You Need Somebody – Phiên bản tiêu chuẩn |
| STT                                               | Nhan đề                                           | Sáng tác                                          | Sản xuất                                          | Thời lượng                                        |
| ------------------------------------------------- | ------------------------------------------------- | ------------------------------------------------- | ------------------------------------------------- | ------------------------------------------------- |
| 1.                                                | "Never Gonna Give You Up"                         |                                                   |                                                   | 3:35                                              |
| 2.                                                | "Whenever You Need Somebody"                      |                                                   |                                                   | 3:52                                              |
| 3.                                                | "Together Forever"                                |                                                   |                                                   | 3:24                                              |
| 4.                                                | "It Would Take a Strong Strong Man"               |                                                   |                                                   | 3:39                                              |
| 5.                                                | "The Love Has Gone"                               | Rick Astley Dick Spatsley                         | Phil Harding Ian Curnow                           | 4:20                                              |
| 6.                                                | "Don't Say Goodbye"                               |                                                   |                                                   | 4:11                                              |
| 7.                                                | "Slipping Away"                                   | Astley                                            | Harding Curnow                                    | 3:52                                              |
| 8.                                                | "No More Looking for Love"                        | Astley                                            | Daize Washbourn                                   | 3:10                                              |
| 9.                                                | "You Move Me"                                     | Astley                                            | Washbourn                                         | 3:40                                              |
| 10.                                               | "When I Fall in Love"                             | Edward Heyman Victor Young                        |                                                   | 2:59                                              |

| Whenever You Need Somebody – Phiên bản remaster mở rộng năm 2010 (Đĩa 1 - bản nhạc bổ sung) | Whenever You Need Somebody – Phiên bản remaster mở rộng năm 2010 (Đĩa 1 - bản nhạc bổ sung) | Whenever You Need Somebody – Phiên bản remaster mở rộng năm 2010 (Đĩa 1 - bản nhạc bổ sung) | Whenever You Need Somebody – Phiên bản remaster mở rộng năm 2010 (Đĩa 1 - bản nhạc bổ sung) |
| STT                                                                                         | Nhan đề                                                                                     | Sáng tác                                                                                    | Thời lượng                                                                                  |
| ------------------------------------------------------------------------------------------- | ------------------------------------------------------------------------------------------- | ------------------------------------------------------------------------------------------- | ------------------------------------------------------------------------------------------- |
| 11.                                                                                         | "When You Gonna" (bản 7") (ghi nhận thành Rick & Lisa)                                      | Ian Curnow Phil Harding Astley                                                              | 3:32                                                                                        |
| 12.                                                                                         | "Just Good Friends"                                                                         | Astley                                                                                      | 3:45                                                                                        |
| 13.                                                                                         | "I'll Never Set You Free"                                                                   | Astley                                                                                      | 3:34                                                                                        |
| 14.                                                                                         | "When You Gonna" (bản mở rộng) (ghi nhận thành Rick & Lisa)                                 |                                                                                             | 7:32                                                                                        |
| 15.                                                                                         | "Never Gonna Give You Up" (Cake mix)                                                        |                                                                                             | 5:48                                                                                        |
| 16.                                                                                         | "Whenever You Need Somebody" (Lonely Hearts mix)                                            |                                                                                             | 7:34                                                                                        |
| 17.                                                                                         | "Together Forever" (Lover's Leap extended remix)                                            |                                                                                             | 7:05                                                                                        |

| Whenever You Need Somebody – Phiên bản remaster mở rộng năm 2010 (Đĩa 1 - The Remixes) | Whenever You Need Somebody – Phiên bản remaster mở rộng năm 2010 (Đĩa 1 - The Remixes) | Whenever You Need Somebody – Phiên bản remaster mở rộng năm 2010 (Đĩa 1 - The Remixes) |
| STT                                                                                    | Nhan đề                                                                                | Thời lượng                                                                             |
| -------------------------------------------------------------------------------------- | -------------------------------------------------------------------------------------- | -------------------------------------------------------------------------------------- |
| 1.                                                                                     | "Whenever You Need Somebody" (bản 7")                                                  | 3:32                                                                                   |
| 2.                                                                                     | "Together Forever" (Lover's Leap mix)                                                  | 3:52                                                                                   |
| 3.                                                                                     | "When You Gonna" (Borough Anarchy mix (ghi nhận thành Rick & Lisa))                    | 3:24                                                                                   |
| 4.                                                                                     | "Never Gonna Give You Up" (Escape from Newton mix)                                     | 6:25                                                                                   |
| 5.                                                                                     | "Whenever You Need Somebody" (Rick Sets It Off mix)                                    | 7:54                                                                                   |
| 6.                                                                                     | "Together Forever" (House of Love mix)                                                 | 6:55                                                                                   |
| 7.                                                                                     | "It Would Take a Strong Strong Man" (Matt's Jazzy Guitar mix)                          | 7:47                                                                                   |
| 8.                                                                                     | "When You Gonna" (Home Boy mix (ghi nhận thành Rick & Lisa))                           | 5:48                                                                                   |
| 9.                                                                                     | "Never Gonna Give You Up" (Escape to New York mix)                                     | 7:02                                                                                   |
| 10.                                                                                    | "Whenever You Need Somebody" (XK150 mix)                                               | 4:39                                                                                   |
| 11.                                                                                    | "When You Gonna" (bonus beats mix (ghi nhận thành Rick & Lisa))                        | 4:46                                                                                   |
| 12.                                                                                    | "Never Gonna Give You Up" (không lời)                                                  | 6:18                                                                                   |
| 13.                                                                                    | "Whenever You Need Somebody" (không lời)                                               | 3:51                                                                                   |
| 14.                                                                                    | "It Would Take a Strong Strong Man" (không lời)                                        | 3:32                                                                                   |

| Whenever You Need Somebody – Phiên bản remaster năm 2022 (Đĩa 1) | Whenever You Need Somebody – Phiên bản remaster năm 2022 (Đĩa 1)  | Whenever You Need Somebody – Phiên bản remaster năm 2022 (Đĩa 1) | Whenever You Need Somebody – Phiên bản remaster năm 2022 (Đĩa 1) | Whenever You Need Somebody – Phiên bản remaster năm 2022 (Đĩa 1) |
| STT                                                              | Nhan đề                                                           | Sáng tác                                                         | Sản xuất                                                         | Thời lượng                                                       |
| ---------------------------------------------------------------- | ----------------------------------------------------------------- | ---------------------------------------------------------------- | ---------------------------------------------------------------- | ---------------------------------------------------------------- |
| 1.                                                               | "Never Gonna Give You Up" (phiên bản remaster năm 2022)           |                                                                  |                                                                  | 3:33                                                             |
| 2.                                                               | "Whenever You Need Somebody" (phiên bản remaster năm 2022)        |                                                                  |                                                                  | 3:53                                                             |
| 3.                                                               | "Together Forever" (phiên bản remaster năm 2022)                  |                                                                  |                                                                  | 3:25                                                             |
| 4.                                                               | "It Would Take a Strong Strong Man" (phiên bản remaster năm 2022) |                                                                  |                                                                  | 3:40                                                             |
| 5.                                                               | "The Love Has Gone" (phiên bản remaster năm 2022)                 | Rick Astley                                                      | Phil Harding Ian Curnow                                          | 4:20                                                             |
| 6.                                                               | "Don't Say Goodbye" (phiên bản remaster năm 2022)                 |                                                                  |                                                                  | 4:09                                                             |
| 7.                                                               | "Slipping Away" (phiên bản remaster năm 2022)                     | Astley                                                           | Harding Curnow                                                   | 3:52                                                             |
| 8.                                                               | "No More Looking for Love" (phiên bản remaster năm 2022)          | Astley                                                           | Daize Washbourn                                                  | 3:12                                                             |
| 9.                                                               | "You Move Me" (phiên bản remaster năm 2022)                       | Astley                                                           | Washbourn                                                        | 3:42                                                             |
| 10.                                                              | "When I Fall in Love" (phiên bản remaster năm 2022)               | Edward Heyman Victor Young                                       | Stock Aitken Waterman                                            | 3:03                                                             |
| 11.                                                              | "My Arms Keep Missing You"                                        |                                                                  |                                                                  | 3:14                                                             |
| 12.                                                              | "I'll Never Set You Free" (bản 7")                                |                                                                  | Astley                                                           | 3:26                                                             |
| 13.                                                              | "Just Good Friends"                                               | Astley                                                           |                                                                  | 3:50                                                             |
| 14.                                                              | "Never Gonna Give You Up" (Pianoforte)                            |                                                                  |                                                                  | 3:29                                                             |
| 15.                                                              | "Together Forever" (phiên bản mới)                                |                                                                  |                                                                  | 4:01                                                             |
| 16.                                                              | "Whenever You Need Somebody" (phiên bản mới)                      |                                                                  |                                                                  | 4:00                                                             |
| 17.                                                              | "When I Fall in Love" (phiên bản mới)                             | Heyman Young                                                     |                                                                  | 3:37                                                             |

| Whenever You Need Somebody – Phiên bản remaster năm 2022 (Đĩa 2) | Whenever You Need Somebody – Phiên bản remaster năm 2022 (Đĩa 2) | Whenever You Need Somebody – Phiên bản remaster năm 2022 (Đĩa 2) |
| STT                                                              | Nhan đề                                                          | Thời lượng                                                       |
| ---------------------------------------------------------------- | ---------------------------------------------------------------- | ---------------------------------------------------------------- |
| 1.                                                               | "Never Gonna Give You Up" (Phil Harding 12″ mix)                 | 7:24                                                             |
| 2.                                                               | "Together Forever" (Lover's Leap remix)                          | 3:20                                                             |
| 3.                                                               | "My Arms Keep Missing You" (The "Where's Harry" remix)           | 3:15                                                             |
| 4.                                                               | "Whenever You Need Somebody" (XK 150 mix)                        | 3:52                                                             |
| 5.                                                               | "My Arms Keep Missing You" (Bruno's remix)                       | 6:15                                                             |
| 6.                                                               | "Never Gonna Give You Up" (Cake mix)                             | 5:46                                                             |
| 7.                                                               | "Whenever You Need Somebody" (Lonely Hearts mix)                 | 7:34                                                             |
| 8.                                                               | "My Arms Keep Missing You" (No L mix)                            | 6:46                                                             |
| 9.                                                               | "Never Gonna Give You Up" (Escape from Newton mix)               | 6:30                                                             |
| 10.                                                              | "Together Forever" (House of Love mix)                           | 6:57                                                             |
| 11.                                                              | "Whenever You Need Somebody" (Rick Sets It Off mix)              | 7:57                                                             |
| 12.                                                              | "Never Gonna Give You Up" (không lời)                            | 3:34                                                             |
| 13.                                                              | "It Would Take a Strong Strong Man" (không lời)                  | 3:39                                                             |
| 14.                                                              | "Whenever You Need Somebody" (không lời)                         | 3:50                                                             |

| Whenever You Need Somebody – Phiên bản nhạc số remaster năm 2022 | Whenever You Need Somebody – Phiên bản nhạc số remaster năm 2022  | Whenever You Need Somebody – Phiên bản nhạc số remaster năm 2022 | Whenever You Need Somebody – Phiên bản nhạc số remaster năm 2022 | Whenever You Need Somebody – Phiên bản nhạc số remaster năm 2022 |
| STT                                                              | Nhan đề                                                           | Sáng tác                                                         | Sản xuất                                                         | Thời lượng                                                       |
| ---------------------------------------------------------------- | ----------------------------------------------------------------- | ---------------------------------------------------------------- | ---------------------------------------------------------------- | ---------------------------------------------------------------- |
| 1.                                                               | "Never Gonna Give You Up" (phiên bản remaster năm 2022)           |                                                                  |                                                                  | 3:33                                                             |
| 2.                                                               | "Whenever You Need Somebody" (phiên bản remaster năm 2022)        |                                                                  |                                                                  | 3:53                                                             |
| 3.                                                               | "Together Forever" (phiên bản remaster năm 2022)                  |                                                                  |                                                                  | 3:25                                                             |
| 4.                                                               | "It Would Take a Strong Strong Man" (phiên bản remaster năm 2022) |                                                                  |                                                                  | 3:40                                                             |
| 5.                                                               | "The Love Has Gone" (phiên bản remaster năm 2022)                 | Rick Astley                                                      | Phil Harding Ian Curnow                                          | 4:20                                                             |
| 6.                                                               | "Don't Say Goodbye" (phiên bản remaster năm 2022)                 |                                                                  |                                                                  | 4:09                                                             |
| 7.                                                               | "Slipping Away" (phiên bản remaster năm 2022)                     | Astley                                                           | Harding Curnow                                                   | 3:52                                                             |
| 8.                                                               | "No More Looking for Love" (phiên bản remaster năm 2022)          | Astley                                                           | Daize Washbourn                                                  | 3:12                                                             |
| 9.                                                               | "You Move Me" (phiên bản remaster năm 2022)                       | Astley                                                           | Washbourn                                                        | 3:42                                                             |
| 10.                                                              | "When I Fall in Love" (phiên bản remaster năm 2022)               | Edward Heyman Victor Young                                       |                                                                  | 3:03                                                             |
| 11.                                                              | "My Arms Keep Missing You"                                        |                                                                  |                                                                  | 3:14                                                             |
| 12.                                                              | "I'll Never Set You Free" (bản 7")                                |                                                                  | Astley                                                           | 3:26                                                             |
| 13.                                                              | "Just Good Friends"                                               | Astley                                                           |                                                                  | 3:50                                                             |
| 14.                                                              | "Never Gonna Give You Up" (Pianoforte)                            |                                                                  |                                                                  | 3:29                                                             |
| 15.                                                              | "Together Forever" (phiên bản mới)                                |                                                                  |                                                                  | 4:01                                                             |
| 16.                                                              | "Whenever You Need Somebody" (phiên bản mới)                      |                                                                  |                                                                  | 4:00                                                             |
| 17.                                                              | "When I Fall in Love" (phiên bản mới)                             | Heyman Young                                                     |                                                                  | 3:37                                                             |
| 18.                                                              | "Never Gonna Give You Up" (Phil Harding 12″ mix)                  |                                                                  |                                                                  | 7:24                                                             |
| 19.                                                              | "Together Forever" (Lover's Leap remix)                           |                                                                  |                                                                  | 3:20                                                             |
| 20.                                                              | "Whenever You Need Somebody" (bản radio)                          |                                                                  |                                                                  | 3:26                                                             |
| 21.                                                              | "My Arms Keep Missing You" (The "Where's Harry" remix)            |                                                                  |                                                                  | 3:15                                                             |
| 22.                                                              | "Whenever You Need Somebody" (XK150 mix)                          |                                                                  |                                                                  | 3:52                                                             |
| 23.                                                              | "My Arms Keep Missing You" (Bruno's remix)                        |                                                                  |                                                                  | 6:15                                                             |
| 24.                                                              | "Never Gonna Give You Up" (Cake mix)                              |                                                                  |                                                                  | 5:46                                                             |
| 25.                                                              | "Whenever You Need Somebody" (Lonely Hearts mix)                  |                                                                  |                                                                  | 7:34                                                             |
| 26.                                                              | "My Arms Keep Missing You" (No L mix)                             |                                                                  |                                                                  | 6:46                                                             |
| 27.                                                              | "Never Gonna Give You Up" (Escape from Newton mix)                |                                                                  |                                                                  | 6:30                                                             |
| 28.                                                              | "Together Forever" (House of Love Mix)                            |                                                                  |                                                                  | 6:57                                                             |
| 29.                                                              | "Whenever You Need Somebody" (Rick Sets It Off mix)               |                                                                  |                                                                  | 7:57                                                             |
| 30.                                                              | "Never Gonna Give You Up" (Escape to New York mix)                |                                                                  |                                                                  | 7:00                                                             |
| 31.                                                              | "Together Forever" (Lover's Leap extended mix)                    |                                                                  |                                                                  | 3:20                                                             |
| 32.                                                              | "It Would Take a Strong Strong Man" (Matt's Jazzy Guitar mix)     |                                                                  |                                                                  | 7:46                                                             |
| 33.                                                              | "My Arms Keep Missing You" (dub)                                  |                                                                  |                                                                  | 4:55                                                             |
| 34.                                                              | "Never Gonna Give You Up" (không lời)                             |                                                                  |                                                                  | 3:34                                                             |
| 35.                                                              | "It Would Take a Strong Strong Man" (không lời)                   |                                                                  |                                                                  | 3:39                                                             |
| 36.                                                              | "Whenever You Need Somebody" (không lời)                          |                                                                  |                                                                  | 3:50                                                             |

## Xếp hạng
| Bảng xếp hạng (1987–1988)                | Vị trí cao nhất |
| ---------------------------------------- | --------------- |
| Album Úc (Australian Music Report)       | 1               |
| Album Áo (Ö3 Austria)                    | 3               |
| Canada Top Albums/CDs (RPM)              | 3               |
| Album Hà Lan (Album Top 100)             | 2               |
| Album Châu Âu (Music & Media)            | 1               |
| Album Phần Lan (Suomen virallinen lista) | 2               |
| Album Pháp (IFOP)                        | 5               |
| Album Đức (Offizielle Top 100)           | 1               |
| Album Ý (Musica e dischi)                | 2               |
| Album New Zealand (RMNZ)                 | 3               |
| Album Na Uy (VG-lista)                   | 4               |
| Album Tây Ban Nha (AFYVE)                | 1               |
| Album Thụy Điển (Sverigetopplistan)      | 2               |
| Album Thụy Sĩ (Schweizer Hitparade)      | 2               |
| Album Anh Quốc (OCC)                     | 1               |
| Album Hoa Kỳ Billboard 200               | 10              |

| Bảng xếp hạng (1987)                | Vị trí |
| ----------------------------------- | ------ |
| Album Anh Quốc (Gallup)             | 7      |
| Album Anh Quốc Dance (Music Week)   | 3      |
| Bảng xếp hạng (1988)                | Vị trí |
| Album Úc (ARIA)                     | 4      |
| Album Áo (Ö3 Austria)               | 10     |
| Album Canada (RPM)                  | 4      |
| Album Hà Lan (Album Top 100)        | 74     |
| Album Châu Âu (Music & Media)       | 5      |
| Album Pháp (IFOP)                   | 21     |
| Album Đức (Offizielle Top 100)      | 7      |
| Album Na Uy Mùa Đông (VG-lista)     | 12     |
| Album Thụy Sĩ (Schweizer Hitparade) | 30     |
| Album Anh Quốc (Gallup)             | 39     |
| Hoa Kỳ Billboard 200                | 15     |

## Chứng nhận
| Quốc gia                                                                           | Chứng nhận  | Số đơn vị/doanh số chứng nhận |
| ---------------------------------------------------------------------------------- | ----------- | ----------------------------- |
| Úc (ARIA)                                                                          | 3× Bạch kim | 210.000^                      |
| Canada (Music Canada)                                                              | 4× Bạch kim | 400.000^                      |
| Phần Lan (Musiikkituottajat)                                                       | Vàng        | 25,253                        |
| Pháp (SNEP)                                                                        | 2× Vàng     | 200.000*                      |
| Đức (BVMI)                                                                         | Bạch kim    | 500.000^                      |
| Hồng Kông (IFPI Hồng Kông)                                                         | Bạch kim    | 20.000*                       |
| Malaysia                                                                           | —           | 34,000                        |
| Hà Lan (NVPI)                                                                      | Bạch kim    | 100.000^                      |
| New Zealand (RMNZ)                                                                 | Bạch kim    | 15.000^                       |
| Tây Ban Nha (PROMUSICAE)                                                           | 3× Bạch kim | 300.000^                      |
| Thụy Điển (GLF)                                                                    | Vàng        | 50.000^                       |
| Thụy Sĩ (IFPI)                                                                     | Bạch kim    | 50.000^                       |
| Anh Quốc (BPI)                                                                     | 4× Bạch kim | 1.200.000^                    |
| Hoa Kỳ (RIAA)                                                                      | 2× Bạch kim | 2.000.000^                    |
| Tổng hợp                                                                           |             |                               |
| Toàn cầu                                                                           | —           | 15,000,000                    |
| * Chứng nhận dựa theo doanh số tiêu thụ. ^ Chứng nhận dựa theo doanh số nhập hàng. |             |                               |